# 约翰尼·戈尔曼
罗里·约翰·麦考恩·戈尔曼（英語：Rory John McCaughan Gorman，1992年10月26日—）是一名北愛爾蘭職業足球運動員，司職翼鋒。

## 球會生匯
戈尔曼生於谢菲尔德，9歲時進入曼城學習踢球，一年後轉投曼聯，2009年他改投狼隊，期間他代表各年齡層的北愛爾蘭足球代表隊參加青年國際賽。
2011年3月，他與球會簽下首份職業合約，為期兩年至2013年，並在2-1輸給诺维奇城的英超聯賽中首次上場，這亦是他在狼隊唯一一次上場。
2012年8月6日，他被外借至英乙球會普利茅斯五個月至，在3-0擊敗朴茨茅斯的英格蘭足球聯賽盃比賽中首次職業進球。但他在球隊缺乏上場機會，便提早在2012年9月22日回歸母會。
2013年1月31日，他被外借至非聯賽球隊马科斯菲尔德一個月，期間只有一次替補上場記錄。之後戈尔曼被外借到全國聯球會剑桥联，他在那有2次上場記錄
2013年他與狼隊合約結束後便成為自由身球員。8月1日他與莱顿东方簽約一年加盟，但同樣地幾乎沒有上場機會，季後約滿便同隊中其它四名球員離隊。
之後他只能在非職業聯賽打滾，先後效力修夫港、巴罗、柯曾阿什頓、亚瑟顿煤矿、諾夫維治維多利亞、弗羅姆等球隊。

## 國家隊生涯
戈尔曼首次代表北愛爾蘭上場是2010年5月26日的友誼賽對土耳其的比賽，當時他只有17歲222天。2010年9月3日2012年歐洲足球錦標賽外圍賽對斯洛文尼亞的比賽，他亦有上場並以1-0取勝。